# Залужани
Залужани су насељено мјесто и сједиште мјесне заједнице на подручју града Бање Луке, Република Српска, БиХ. Према прелиминарним подацима пописа становништва 2013. године, у овом насељеном мјесту је пописано 660 лица.

## Мјесна заједница
Данас МЗ Залужани обухвата само дио насељеног мјеста Залужани. До 2010. године овој мјесној заједници су у цјелости припадала насељена мјеста: Залужани, Куљани и Пријечани, те дио насељеног мјеста Бање Луке (тачније некадашње насељено мјесто Вујиновићи). Куљани и Пријечани су данас посебне мјесне заједнице.

## Географски положај
Насељено мјесто Залужани се налази на лијевој обали Врбаса сјеверно од насељеног мјеста Бање Луке. Кроз Залужане пролазе важне саобраћајнице: пут Бања Лука — Градишка и пруга која повезује Бању Луку и Приједор.

## Историја
У насељу се на локацији стазе за аутомобилске трке 20. маја 2012. срушио спортски авион Падобранског клуба „Свети Илија“ из Бање Луке, при чему је погинуло свих пет путника. Влада Републике Српске је због ове несреће 25. мај 2012. прогласила Дан жалост у Републици Српској.

## Становништво
|             | 2013.        | 1991.        | 1981.        | 1971.        |
| Укупно      | 637 (100,0%) | 561 (100,0%) | 622 (100,0%) | 396 (100,0%) |
| Срби        | 598 (93,88%) | 17 (3,030%)  | 13 (2,090%)  | 5 (1,263%)   |
| Хрвати      | 21 (3,297%)  | 518 (92,34%) | 581 (93,41%) | 389 (98,23%) |
| Неизјашњени | 15 (2,355%)  | –            | –            | –            |
| Југословени | 1 (0,157%)   | 10 (1,783%)  | 18 (2,894%)  | –            |
| Македонци   | 1 (0,157%)   | –            | –            | –            |
| Непознато   | 1 (0,157%)   | –            | –            | –            |
| Остали      | –            | 15 (2,674%)  | 9 (1,447%)   | 2 (0,505%)   |
| Бошњаци     | –            | 1 (0,178%)1  | 1 (0,161%)1  | –            |

1. 1 На пописима од 1971. до 1991. Бошњаци су пописивани углавном као Муслимани.

| Демографија | Демографија | Демографија |
| Година      | Становника  | Становника  |
| ----------- | ----------- | ----------- |
| 1948.       | 455         |             |
| 1953.       | 521         |             |
| 1961.       | 544         |             |
| 1971.       | 396         |             |
| 1981.       | 622         |             |
| 1991.       | 545         |             |